# Песчанка (Днепропетровская область)
Песча́нка (укр. Піщанка) — село, Песчанский сельский совет,
Самаровский район Днепропетровская область, Украина.
Код КОАТУУ — 1223285501. Население по переписи 2001 года составляло 4228 человек.
Является административным центром Песчанского сельского совета, в который, кроме того, входят сёла Новосёловка, Соколово и Ягодное. Сельский голова Балагура Андрей Георгиевич.

## Географическое положение
Село Песчанка находится на левом берегу реки Самара в месте впадения в неё рек Песчанка и Подпольная, выше по течению примыкает пгт Мелиоративное,
ниже по течению на расстоянии в 4 км расположено село Новосёловка, на противоположном берегу — город Новомосковск.
Река в этом месте извилистая, образует лиманы, старицы и заболоченные озёра.
Рядом проходят автомобильные дороги М-04 (E 50) и М-18 (E 105).

## История
- Село основано в 1734 году на землях Самарско-Пустынного Минильского монастиря как Чернечья Слобода. В слободе жили люди, которые обслуживали хозяйство монастыря. В меживых книгах Чернецкого монастыря как Песчанка опоминается в 1778 году. Уже позже на этих землях начали селиться казаки из Запорожской Сечи.

## Экономика
- ООО «Присамарье».
- Швейная фабрика.
- Свиноферма.
- Розарий.
- «Песчанка», база отдыха.

## Объекты социальной сферы
- Школа.
- Детский сад.
- Амбулатория.
- Дом культуры.

## Известные люди
- В селе родился Герой Советского Союза Максим Зозуля.
- В селе родилась Лидия Андреевна Романушко, участница Присамарского подполья, награждена орденом Отечественной войны II степени.

## Религия
В центре села находится храм святого Архистратига Михаила. В данный момент ведется строительство нового «Храма Песчанской иконы Божьей Матери». Частная часовня Серафима Саровского.

## Спорт и отдых
Футбольная команда «ФК Камелот» (2009 год — чемпион Новомосковского района), спортивная школа "Камелот", отель «GoodZone», большое количество турбаз.

## Галерея

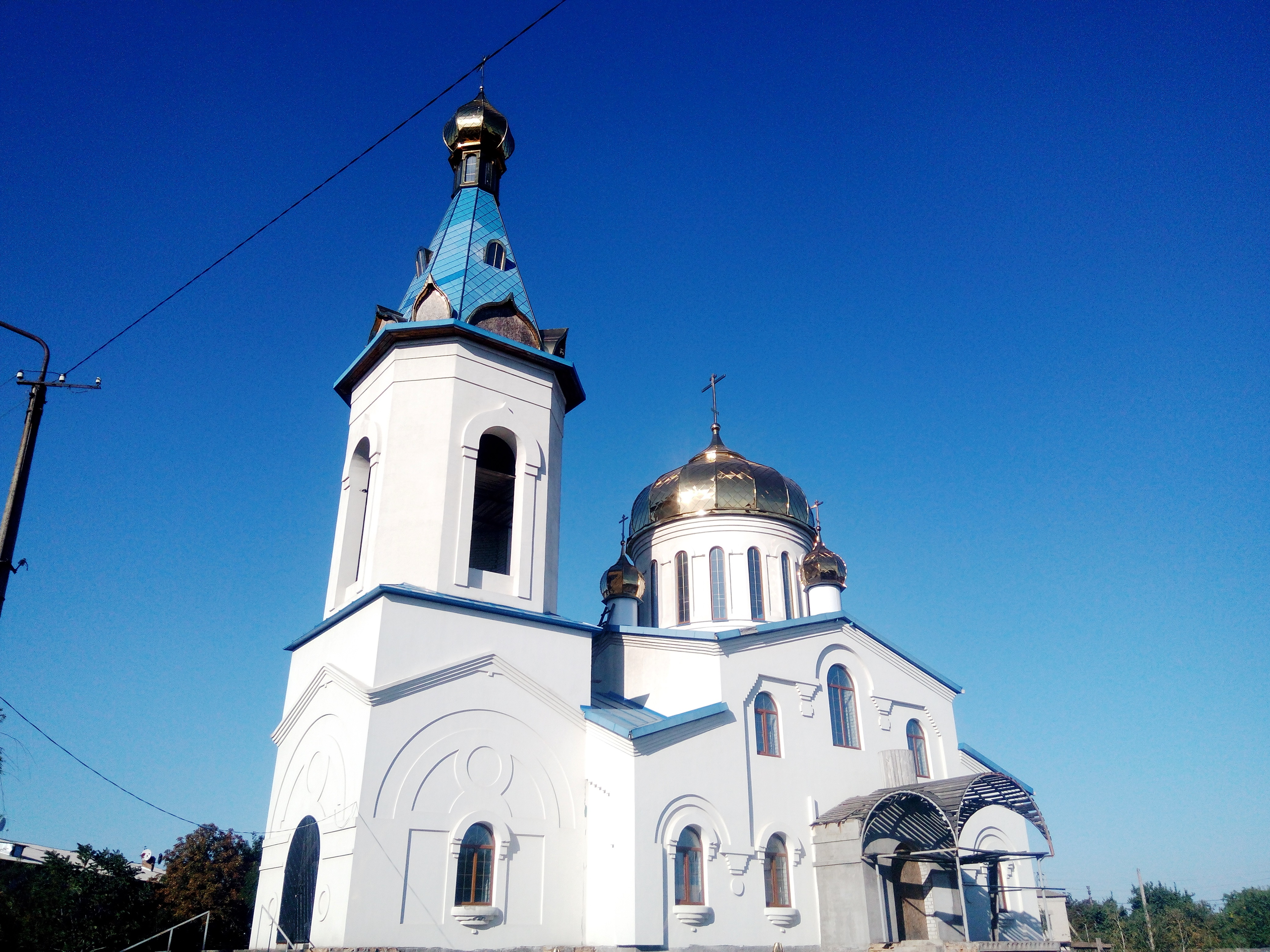
Храм Песчанской иконы Божьей матери
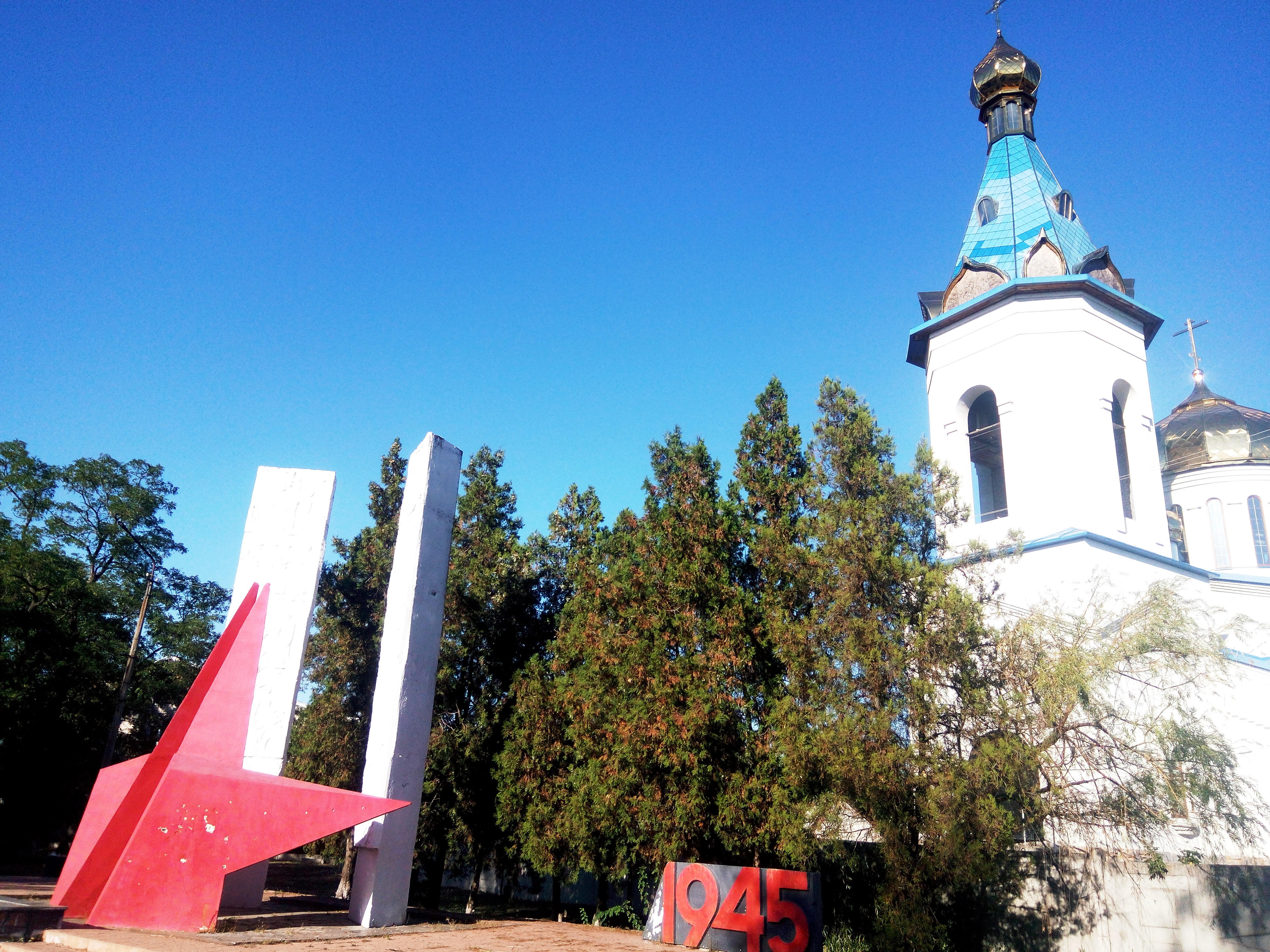
Памятник советским воинам
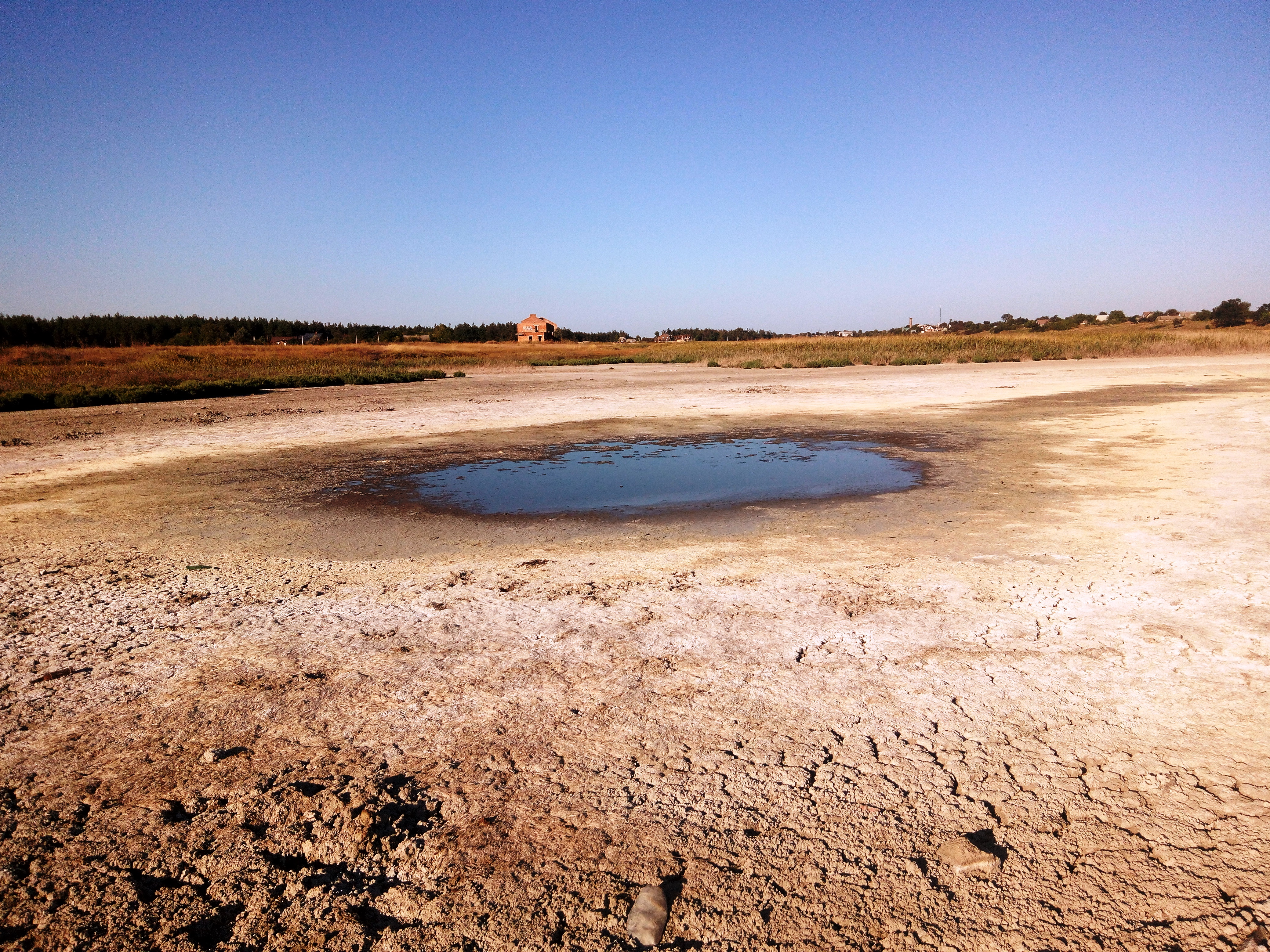
Высохшее озеро
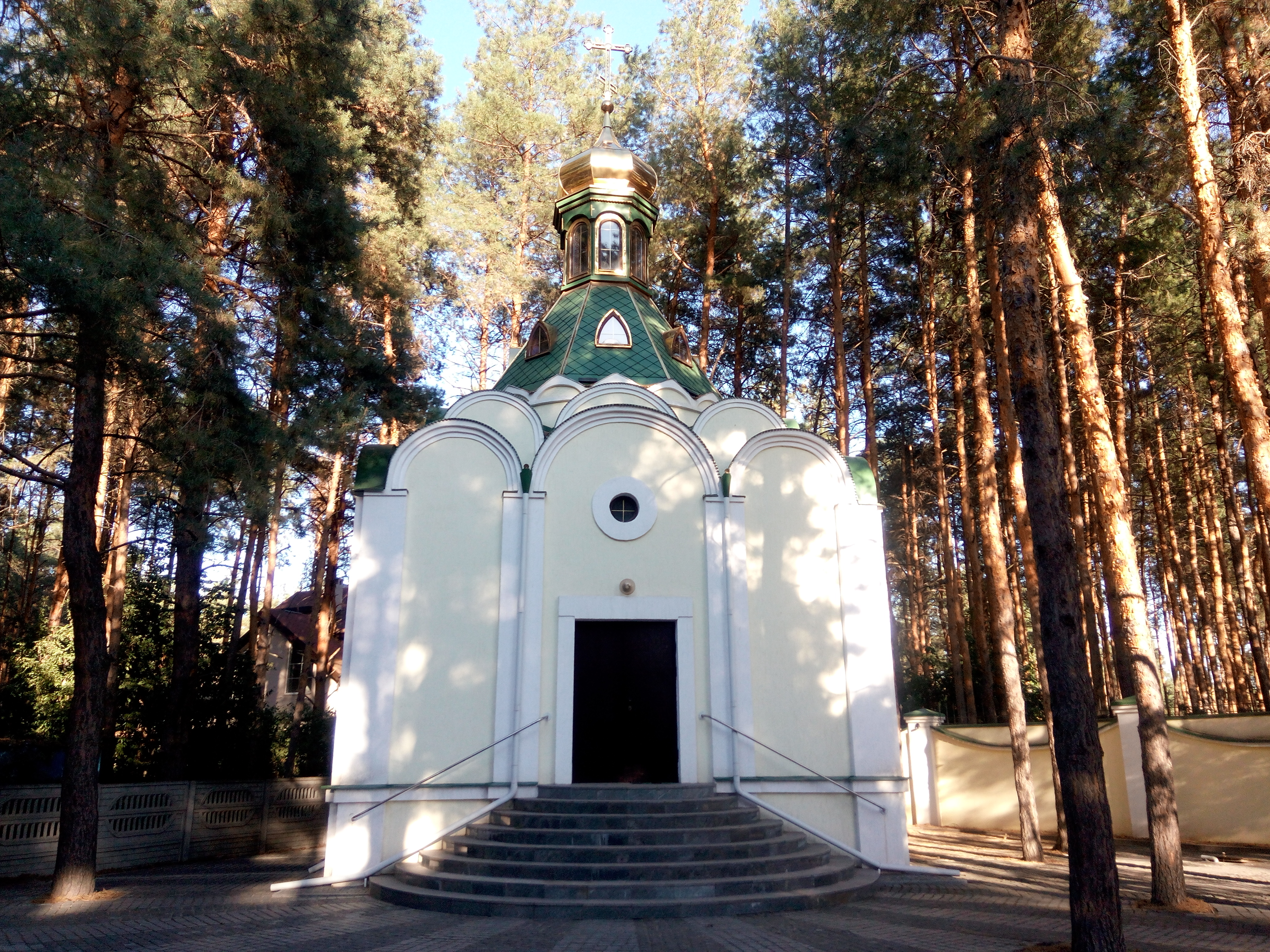
Часовня в лесу